# Sittingbourne and Sheppey (circonscription du Parlement britannique)
Circonscription parlementaire de la Chambre des communes
La circonscription de Sittingbourne and Sheppey est une circonscription parlementaire britannique. Située dans le Kent, elle couvre une partie du district de Swale, dont la ville de Sittingbourne et l'île de Sheppey.
Cette circonscription a été créée en 1997, principalement à partir de l'ancienne circonscription de Faversham.
Elle est représentée depuis 2010 par Gordon Henderson du Parti conservateur.

## Members of Parliament
| Élection | Élection | Membre           | Membre | Parti        |
| -------- | -------- | ---------------- | ------ | ------------ |
|          | 1997     | Derek Wyatt      |        | Travailliste |
|          | 2010     | Gordon Henderson |        | Conservateur |

## Élections

### Élections dans les années 2010
| Parti         | Parti                 | Candidat              | Voix   | %    | ±      |
| ------------- | --------------------- | --------------------- | ------ | ---- | ------ |
|               | Conservateur          | Gordon Henderson      | 34 742 | 67,6 | 7.4    |
|               | Travailliste          | Clive Johnson         | 10 263 | 20,0 | 10.6   |
|               | Libéral Démocrate     | Ben J Martin          | 3 213  | 6,3  | 3.5    |
|               | Indépendant           | Monique Bonney        | 1 257  | 2,4  | 2.4    |
|               | Green                 | Sam Collins           | 1 188  | 2,3  | 1.2    |
|               | Monster Raving Loony  | Mad Mike Young        | 404    | 0,8  | Stable |
|               | Indépendant           | Lee McCall            | 327    | 0,6  | 0.1    |
| Majorité      | Majorité              | Majorité              | 24 479 | 47,6 | 18.0   |
| Participation | Participation         | Participation         | 51 394 | 61,2 | 1.6    |
|               | Conservateur maintien | Conservateur maintien | Swing  |      |        |

| Parti         | Parti                 | Candidat              | Voix   | %    | ±    |
| ------------- | --------------------- | --------------------- | ------ | ---- | ---- |
|               | Conservateur          | Gordon Henderson      | 30 911 | 60,2 | 10.7 |
|               | Travailliste          | Mike Rolfe            | 15 700 | 30,6 | 11.0 |
|               | Indépendant           | Mike Baldock          | 2 133  | 4,2  | 4.2  |
|               | Libéral Démocrate     | Keith Nevols          | 1 392  | 2,7  | 0.5  |
|               | Green                 | Mark Lindop           | 558    | 1,1  | 1.3  |
|               | Monster Raving Loony  | Mad Mike Young        | 403    | 0,8  | 0.2  |
|               | Indépendant           | Lee McCall            | 292    | 0,6  | 0.6  |
| Majorité      | Majorité              | Majorité              | 15 211 | 29,6 | 5.0  |
| Participation | Participation         | Participation         | 51 389 | 62,7 | 2.1  |
|               | Conservateur maintien | Conservateur maintien | Swing  |      |      |

| Parti         | Parti                 | Candidat              | Voix   | %     | ±     |
| ------------- | --------------------- | --------------------- | ------ | ----- | ----- |
|               | Conservateur          | Gordon Henderson      | 24 425 | 49,5  | -0.6  |
|               | UKIP                  | Richard Palmer        | 12 257 | 24,8  | +19.4 |
|               | Travailliste          | Guy Nicholson         | 9 673  | 19,6  | -5.0  |
|               | Libéral Démocrate     | Keith Nevols          | 1 563  | 3,2   | -13.2 |
|               | Green                 | Gary Miller           | 1 185  | 2,4   | N/A   |
|               | Monster Raving Loony  | Mad Mike Young        | 275    | 0,6   | -0.1  |
| Majorité      | Majorité              | Majorité              | 12 168 | 24,7  | -0.8  |
| Participation | Participation         | Participation         | 49 378 | 65,0  | +0.5  |
|               | Conservateur maintien | Conservateur maintien | Swing  | -10.1 |       |

| Parti         | Parti                 | Candidat              | Voix   | %     | ±     |
| ------------- | --------------------- | --------------------- | ------ | ----- | ----- |
|               | Conservateur          | Gordon Henderson      | 24 313 | 50,0  | +8.3  |
|               | Travailliste          | Angela Harrison       | 11 930 | 24,6  | -17.1 |
|               | Libéral Démocrate     | Keith Nevols          | 7 943  | 16,4  | +3.6  |
|               | UKIP                  | Ian Davison           | 2 610  | 5,4   | +3.1  |
|               | BNP                   | Lawrence Tames        | 1 305  | 2,7   | N/A   |
|               | Monster Raving Loony  | Mad Mike Young        | 319    | 0,7   | N/A   |
|               | Indépendant           | David Cassidy         | 158    | 0,3   | N/A   |
| Majorité      | Majorité              | Majorité              | 12 383 | 25,5  | +25.4 |
| Participation | Participation         | Participation         | 48 578 | 64,5  | +10.8 |
|               | Conservateur maintien | Conservateur maintien | Swing  | +12.7 |       |

### Élections dans les années 2000
| Parti    | Parti             | Candidat | Voix   | %     | ±   |
| -------- | ----------------- | -------- | ------ | ----- | --- |
|          | Conservateur      |          | 18 013 | 41,76 | N/A |
|          | Travailliste      |          | 17 957 | 41,63 | N/A |
|          | Libéral Démocrate |          | 5 565  | 12,90 | N/A |
| Majorité | Majorité          | Majorité | 56     | 0,13  | N/A |

| Parti         | Parti                 | Candidat              | Voix   | %    | ±    |
| ------------- | --------------------- | --------------------- | ------ | ---- | ---- |
|               | Travailliste          | Derek Wyatt           | 17 051 | 41,8 | -4.0 |
|               | Conservateur          | Gordon Henderson      | 16 972 | 41,6 | +5.1 |
|               | Libéral Démocrate     | Jane Nelson           | 5 183  | 12,7 | -1.4 |
|               | UKIP                  | Stephen Dean          | 926    | 2,3  | +0.6 |
|               | Rock 'n' Roll Loony   | Mad Mike Young        | 479    | 1,2  | -0.6 |
|               | Veritas               | David Cassidy         | 192    | 0,5  | +0.5 |
| Majorité      | Majorité              | Majorité              | 79     | 0,2  | -9.1 |
| Participation | Participation         | Participation         | 40 803 | 53,7 | -3.8 |
|               | Travailliste maintien | Travailliste maintien | Swing  | -4.6 |      |

| Parti         | Parti                 | Candidat              | Voix   | %    | ±     |
| ------------- | --------------------- | --------------------- | ------ | ---- | ----- |
|               | Travailliste          | Derek Wyatt           | 17 340 | 45,8 | +5.2  |
|               | Conservateur          | Adrian Lee            | 13 831 | 36,5 | +0.2  |
|               | Libéral Démocrate     | Elvina Lowe           | 5 353  | 14,1 | -4.2  |
|               | Rock 'n' Roll Loony   | Mad Mike Young        | 673    | 1,8  | N/A   |
|               | UKIP                  | Robert Oakley         | 661    | 1,7  | +0.7  |
| Majorité      | Majorité              | Majorité              | 3 509  | 9,3  | +5.1  |
| Participation | Participation         | Participation         | 37 858 | 57,5 | -14.7 |
|               | Travailliste maintien | Travailliste maintien | Swing  |      |       |

### Élections dans les années 1990
| Parti         | Parti                                  | Candidat              | Votes  | %    |
| ------------- | -------------------------------------- | --------------------- | ------ | ---- |
|               | Travailliste                           | Derek Wyatt           | 18 723 | 40,6 |
|               | Conservateur                           | Roger Moate           | 16 794 | 36,4 |
|               | Libéral Démocrate                      | Roger Truelove        | 8 447  | 18,3 |
|               | Référendum                             | Peter Moull           | 1 082  | 2,3  |
|               | Monster Raving Loony                   | Chris "Screwy" Driver | 644    | 1,4  |
|               | UKIP                                   | Nico Risi             | 472    | 1,0  |
| Majorité      | Majorité                               | Majorité              | 1 929  | 4,2  |
| Participation | Participation                          | Participation         | 46 162 | 72,3 |
|               | Travailliste vainqueur (nouveau siège) |                       |        |      |